# Аксайское викариатство
Акса́йское викариа́тство — викариатство Донской епархии Русской православной церкви, существовавшее в 1871—1928 годах. Название получило по станице Аксайской (ныне город Аксай Ростовской области).
Учреждено 25 мая 1871 года как викариатство Донской епархии. Епископы Аксайские жили в Новочеркасске. Как указывается в жизнеописании первого епископа Аксайского Никанора (Бровковича), викариатство было очень бедное, как и сама Донская кафедра. В 1880—1885 годах викариатство не замещалось. В связи с гонениями на Церковь и недостатком архиереев Аксайское викариатство после 1928 года не замещалось и прекратило существование.

## Епископы
- 4 июля 1871 — 25 декабря 1876 — Никанор (Бровкович)
- 17 апреля 1877 — 8 сентября 1880 — Нестор (Метаниев)
- 2 февраля — 24 июня 1885 — Флавиан (Городецкий)
- 21 июля 1885 — 17 октября 1887 — Серафим (Жемчужников)
- 30 сентября 1887 — 24 декабря 1888 — Августин (Гуляницкий)
- 12 августа 1889 — 9 апреля 1910 — Иоанн (Митропольский)
- 9 мая 1910—1919 — Гермоген (Максимов)
- 27 июня — сентябрь 1921 — Митрофан (Гринёв)
- сентябрь 1921 — весна 1922 — Модест (Никитин)
- 14 октября 1923 — февраль 1928 — Захария (Лобов)
- 10 мая — 10 июля 1928 — Серафим (Протопопов)